# Lantanophaga pusillidactylus
Lantanophaga pusillidactylus is een vlinder uit de familie van de vedermotten (Pterophoridae). De soort is voor het eerst wetenschappelijk beschreven als Oxyptilus pusillidactylus door Francis Walker in een publicatie uit 1864.

## Verspreiding
De soort komt voor in:
- het Palearctisch gebied waaronder Frankrijk (vasteland en Corsica), Portugal (vasteland en Madeira en de Azoren), Spanje (vasteland en de Canarische Eilanden), Italië (vasteland en Sardinië en Sicilië), Malta, Griekenland (vasteland en Kreta), Cyprus, Marokko, Egypte, Israël en Bhutan,
- het Afrotropisch gebied waaronder Kaapverdië, Ivoorkust, Nigeria, Congo-Brazzaville, Congo-Kinshasa, Kenia, Tanzania, Zambia, Malawi, Namibië, Zimbabwe, Zuid-Afrika, Eswatini, Sint-Helena, Madagaskar, de Seychellen, Mauritius en Réunion,
- het Oriëntaals gebied waaronder India, China (o.a. Hongkong), Sri Lanka, Thailand, Vietnam, de Filipijnen, Maleisië en Indonesië,
- het Australaziatisch gebied waaronder Nieuw-Guinea, Australië, Nieuw-Zeeland, Nieuw Caledonië, Hawaï, Palau, Micronesië (Pohnpei, Yap) en de Solomonseilanden,
- het Nearctisch gebied waaronder de Verenigde Staten en de Bermuda-eilanden,
- het Neotropisch gebied waaronder de Bahama's, Cuba, Jamaica, Puerto Rico, de Maagdeneilanden, Guadeloupe, Dominica, Martinique, Barbados, Grenada, Mexico, Guyana, Suriname, Ecuador, Peru, Brazilië, Paraguay en Argentinië.

## Waardplanten
De rups leeft op:
- Euphorbiaceae
  - Caperonia palustris
- Lamiaceae
  - Mentha sp.
- Lentibulariaceae
  - Ultricularia sp.
- Verbenaceae
  - Lantana camara
  - Lantana indica
  - Lantana involucrata
  - Lantana peduncularis
  - Lippia alba
  - Phyla lanceolata
  - Phyla nodiflora